# Љ
La Љ, minuscolo љ, chiamata lje, è una lettera dell'alfabeto cirillico. In origine era una legatura di Л e Ь.
Viene usata in serbo e macedone dove rappresenta la consonante laterale approssimante palatale IPA /ʎ/, corrispondente al digramma italiano gl di "egli".
Fu inventata da Vuk Stefanović Karadžić.